# Округ Харисон (Западна Вирџинија)
Округ Харисон (енгл. Harrison County) је округ у америчкој савезној држави Западна Вирџинија.

## Демографија
По попису из 2010. године број становника је 69.099, што је 447 (0,7%) становника више него 2000. године.
| Група             | 2000.          | 2010.          |
| Белци             | 65.756 (95,8%) | 65.629 (95,0%) |
| Афроамериканци    | 1.105 (1,6%)   | 1.121 (1,6%)   |
| Азијати           | 408 (0,6%)     | 327 (0,5%)     |
| Хиспаноамериканци | 660 (1,0%)     | 883 (1,3%)     |
| Укупно            | 68.652         | 69.099         |